# Igor Morozov
Igor Morozov (* 27. Mai 1989 in Tallinn) ist ein estnischer Fußballspieler russischer Herkunft.

## Karriere
Er spielte seit der Jugend für den estnischen Hauptstadtklub Levadia Tallinn und war in der Meistriliiga Stammspieler. Seinen auslaufenden Vertrag verlängerte er nach dem Saisonende 2012 nicht. Im Januar 2013 befand sich der Abwehrspieler im Probetraining beim polnischen Erstligisten Polonia Warschau. Dieser verpflichtete ihn dann und Morozov unterschrieb einen Zweijahresvertrag mit der Option auf weitere sechs Monate.
Sein Debüt in der Nationalmannschaft Estlands gab er am 31. Mai 2008 im Baltic Cup gegen Litauen.

## Erfolge
- Estnischer Meister: 2008, 2009
- Estnischer Pokalsieger: 2010, 2012